# 平賀徹夫
平賀 徹夫（ひらが てつお、Martin Tetsuo Hiraga, 1945年1月2日-）は、日本のカトリック教会聖職者でカトリック仙台司教区第6代司教。洗礼名は「マルチノ」。

## 経歴
岩手県花巻市に生まれる。18歳で花巻教会のベトレヘム宣教会の神父から受洗。岩手県立花巻北高等学校卒業後、岩手大学教育学部に通い、1967年に学士号を取得。1968年から1974年にかけて東京の大神学校で哲学と神学を修了。1974年9月16日、司祭に叙階。
1974年から1977年は岩手県一ノ関教会助任司祭。1977年から1980年にローマの教皇庁立ウルバノ大学に留学し、1980年に教会法の免許を取得。1991年から1994年は宮城県白石教会の司祭となり、1994年から1996年はカトリック新聞編集長を担当。1996年から1997年はサバティカル（休暇）で、1997年から2000年は青森県小湊教会、2000年から2001年は宮城県気仙沼教会の司祭を務めた。2003年から先代教区司教総代理となり、2004年から溝部脩司教の高松教区転任による司教座空位に伴い、同年7月より教区管理者となっていた。
2005年12月10日に教皇ベネディクト16世によって仙台教区司教に任命され、2006年3月4日に仙台白百合学園講堂で東京教区岡田武夫大司教の主司式により司教に叙階された。
2011年3月11日に発生した東日本大震災で仙台教区は大きな被害を受け、一週間後の3月16日には災害対策本部「仙台教区サポートセンター」をカリタスジャパンと連携して設置。仙台教区サポートセンターは2020年現在まで活動を継続している。
2020年3月18日、定年による引退願いが教皇フランシスコに受理され、仙台教区司教を引退。